# Million Miles Away
«Million Miles Away» és el setzè senzill de la banda californiana The Offspring, i tercer de l'àlbum Conspiracy of One.
El tema principal de la cançó fa referència a la tendència que existeix en repetir el patró d'errors dels pares, i com no se n'apren d'ells per no tornar-los a cometre, provoca que la societat no evolucioni.
A causa de la modesta recepció que va tenir per part del públic, la cançó no està inclosa en cap de les compilacions importants de la banda, ni en el Greatest Hits ni en el Complete Music Video Collection, de fet és l'únic videoclip no inclòs en aquesta darrera compilació. Per contra, la cara-B «Sin City», versió de AC/DC, es va incloure en la compilació Happy Hour!, editada exclusivament pel Japó (2010).
Malgrat ser el tercer senzill de l'àlbum, la cançó és molt popular entre els seguidors de la banda que la consideren la millor de l'àlbum, probablement pel fet que els dos senzills anteriors són més mainstream mentre que aquesta cançó és més dura i té un so més propi de la banda. Rarament és interpretada en directe per la banda i roman un dels seus senzills menys conegut.
La portada del senzill fou dissenyada per Alan Forbes.

## Llista de cançons
| 1. | «Million Miles Away»                  | 3:40 |
| 2. | «Sin City» (versió de AC/DC)          | 4:33 |
| 3. | «Staring at the Sun» (directe)        | 2:26 |
| 4. | «Million Miles Away» (CD Extra Video) | 3:40 |

| 1. | «Million Miles Away»                    | 3:40 |
| 2. | «Dammit, I Changed Again» (directe)     | 2:53 |
| 3. | «Sin City» (versió de AC/DC)            | 4:24 |
| 4. | «Want You Bad» (Blag Dahlia Mix)        | 3:15 |
| 5. | «Million Miles Away» (Apollo 440 Remix) | 4:02 |

| 1. | «Million Miles Away»                | 3:40 |
| 2. | «Dammit, I Changed Again» (directe) | 2:53 |
| 3. | «Bad Habit» (directe)               | 3:59 |